# Barthold Georg Niebuhr
Barthold Georg Niebuhr (Copenhaguen, 27 d'agost de 1776 - Bonn, 2 de gener de 1831) fou un diplomàtic i historiador alemany, nat a Dinamarca.

## Vida i carrera política
Barthold Georg Niebuhr era fill del polifacètic Carsten Niebuhr, naturalista, matemàtic, cartògraf i viatger alemany domiciliat a Copenhaguen, del qual va heretar la curiositat. Des de ben petit va demostrar una gran precocitat en l'estudi i va aprendre pel seu compte una colla de llengües tant europees com orientals.
Quan va entrar a estudiar a la Universitat de Kiel, no va tenir temps d'acabar els estudis que ja li van oferir una plaça de professor el 1801. Un any abans s'havia casat amb Amelia Behrens. El 1804 va esdevenir director del Banc Nacional danès.
El 1806 es desplaçà a Prússia responent a la petició del govern reformista per assumir un alt càrrec al ministeri de finances. El canvi de govern i el seu caràcter el van allunyar de la política activa i el 1810 va acceptar encarregar-se de la historiografia real prussiana i una càtedra d'història antiga a la Universitat de Berlín, que acabava d'ésser fundada. El 1815 van morir la seva dona Amelia i el seu pare.

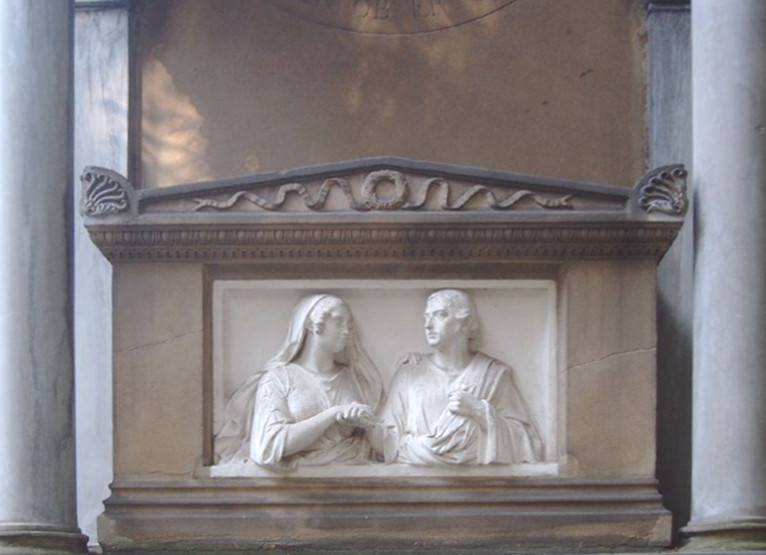
Monument a la tomba del matrimoni Niebhur.

El 1816 es va casar per segona vegada amb Margaret Hensler i va ésser nomenat ambaixador de Prússia a Roma per negociar un Concordat amb el Papa i hi va romandre fins a 1823. Aquest any es va establir a Bonn on es va dedicar a la docència i l'edició de les seves obres.
Va tenir un fill, Marcus, i tres filles. El 2 de gener de 1831 moria a casa seva. Nou dies més tard moriria Margaret, la seva dona. Ambdós reposen en una tomba al cementiri de Bonn sota un monument erigit a la seva memòria pel rei de Prússia, Frederic Guillem IV, al seu mestre i conseller.

## Estudiós de la Història Romana
El seu interès per la història antiga es va manifestar des de la seva infantesa. Dominant les llengües clàssiques i coneixent tots els autors es va proposar construir la seva gran obra, la Römische Geschichte (Història de Roma). Va quedar plasmada en tres volums que van veure la llum entre el 1811 i el 1832. Cronològicament, abasta des dels orígens fins al final de la Primera Guerra Púnica. La seva estada a Itàlia i al Vaticà, entre 1816 i 1823, li va permetre entrar en contacte amb moltes fonts primàries.
El seu convenciment es basava en la crítica a la reedició sistemàtica de la història de Titus Livi i en utilitzar les obres literàries com a relíquies d'uns fets històrics que calia descobrir mitjançant una anàlisi filològica acurada. En la línia de la reivindicació romàntica de l'antiguitat clàssica, considerava que hom podia obtenir-ne exemples a seguir a partir d'una reconstrucció coherent de la història. Va fer aportacions interessants per a escatir la fundació de Roma, el règim gentilici i la procedència dels plebeus i va donar molta importància a l'estudi de les condicions socials i laborals i els seus problemes.

## Ressò de la seva obra
Els seus mètodes historiogràfics van ésser molt innovadors però se li criticà la frivolitat en la deducció de conclusions, basades sovint en decisions instintives, que ell valorava especialment. Algunes de les seves propostes són poc versemblants i fins i tot errònies. Però, malgrat tot, la seva obra va suscitar un gran interès internacional des del moment en què va veure la llum i va obrir un camp, que encara dura, sobre la història dels orígens de Roma.
Del que ningú dubta és de la gran contribució de Niebuhr a la redefinició de la Història com a disciplina acadèmica fonamental i la superació de la seva faceta subsidiària de les altres matèries. En aquest sentit se'l considera pare de l'historicisme alemany i un dels fundadors de la historiografia moderna.

## Publicacions
La major part de la seva obra es concentra en dos treballs:
- La Römische Geschichte (Història de Roma) (1811-1832)
- Els Kleine historische und philologische Schriften (Petits Escrits sobre història i filologia) (1828)